# Champvans-les-Moulins
Pour les articles homonymes, voir Champvans.
Champvans-les-Moulins est une commune française située dans le département du Doubs, la région culturelle et historique de Franche-Comté et la région administrative Bourgogne-Franche-Comté. Membre de la communauté urbaine Grand Besançon Métropole et distante de 8 km du centre-ville de Besançon, elle comptait 317 habitants nommés Champvantiers et Champvantières en 2022.  

## Géographie

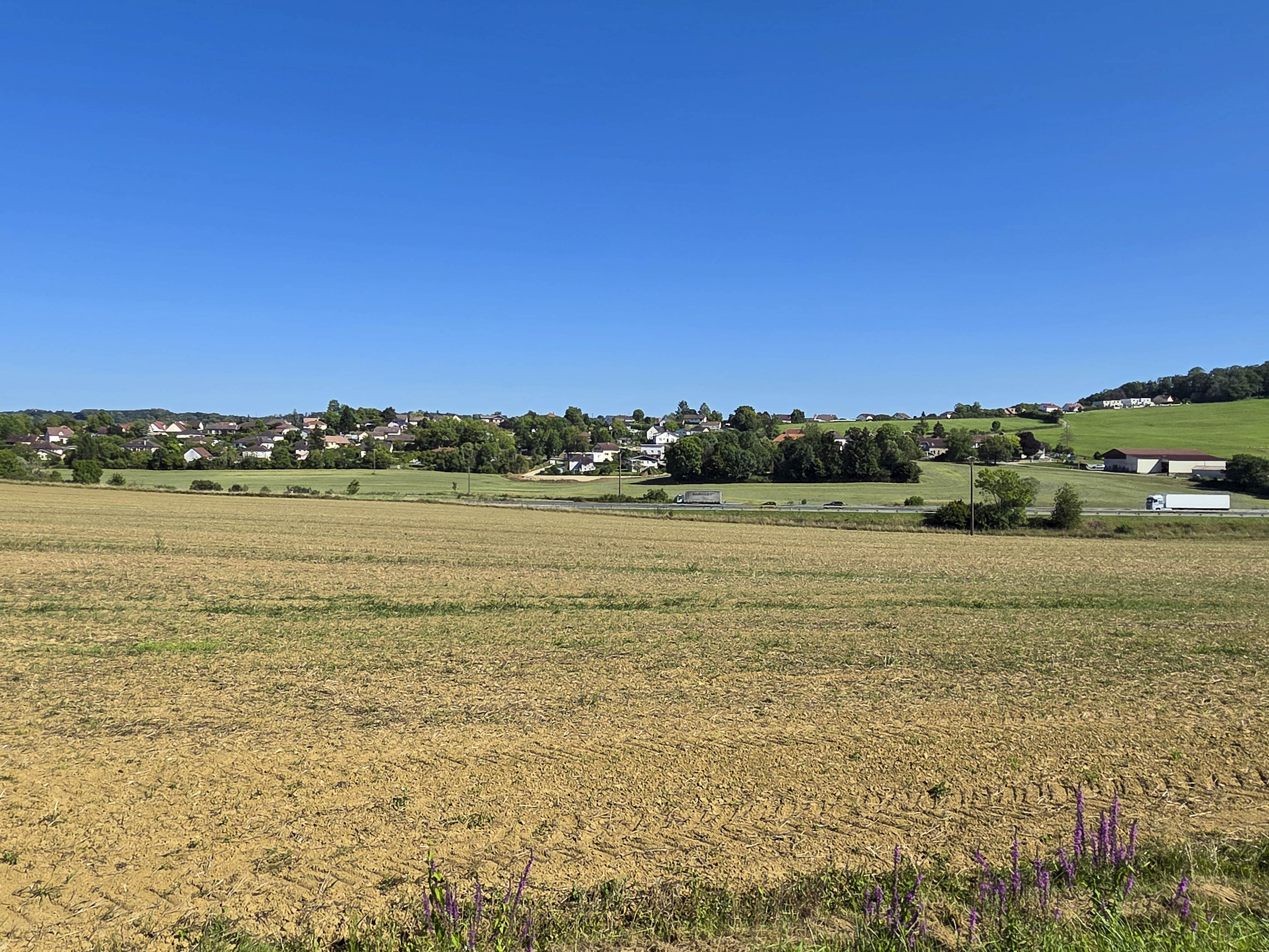
Vue générale du village.

Le village est établi sur une crête orientée nord-est/sud-ouest et bordée au sud par le vallon du Bief d'Ormes, affluent de la Lanterne, au nord par un autre vallon où passe l'autoroute A36. La partie haute du bourg culmine à 308 m d'altitude, alors que la partie la plus basse est à 226 m.

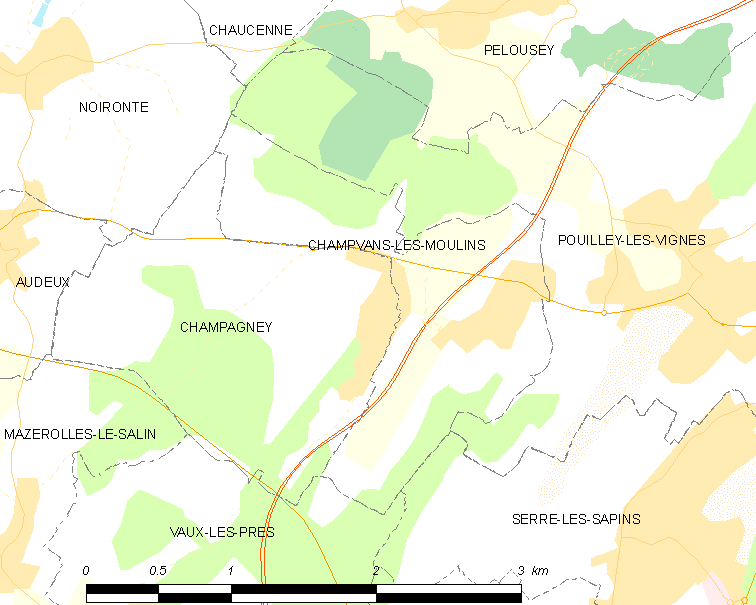
Situation de Champvans-les-Moulins.

### Climat
Pour des articles plus généraux, voir Climat de la Bourgogne-Franche-Comté et Climat du Doubs.
En 2010, le climat de la commune est de type climat des marges montargnardes, selon une étude du Centre national de la recherche scientifique s'appuyant sur une série de données couvrant la période 1971-2000. En 2020, Météo-France publie une typologie des climats de la France métropolitaine dans laquelle la commune est exposée à un climat semi-continental et est dans la région climatique Jura, caractérisée par une forte pluviométrie en toutes saisons (1 000 à 1 500 mm/an), des hivers rigoureux et un ensoleillement médiocre.
Pour la période 1971-2000, la température annuelle moyenne est de 10,5 °C, avec une amplitude thermique annuelle de 17,4 °C. Le cumul annuel moyen de précipitations est de 1 101 mm, avec 12,8 jours de précipitations en janvier et 9,5 jours en juillet. Pour la période 1991-2020, la température moyenne annuelle observée sur la station météorologique de Météo-France la plus proche, « Dannemarie-sur-Crète », sur la commune de Dannemarie-sur-Crète à 7 km à vol d'oiseau, est de 11,3 °C et le cumul annuel moyen de précipitations est de 1 066,6 mm. 
La température maximale relevée sur cette station est de 39,9 °C, atteinte le 25 juillet 2019 ; la température minimale est de −22 °C, atteinte le 9 janvier 1985,,.
Les paramètres climatiques de la commune ont été estimés pour le milieu du siècle (2041-2070) selon différents scénarios d'émission de gaz à effet de serre à partir des nouvelles projections climatiques de référence DRIAS-2020. Ils sont consultables sur un site dédié publié par Météo-France en novembre 2022.

## Urbanisme

### Typologie
Au 1er janvier 2024, Champvans-les-Moulins est catégorisée commune rurale à habitat dispersé, selon la nouvelle grille communale de densité à 7 niveaux définie par l'Insee en 2022.
Elle appartient à l'unité urbaine de Pouilley-les-Vignes, une agglomération intra-départementale dont elle est une commune de la banlieue,. Par ailleurs la commune fait partie de l'aire d'attraction de Besançon, dont elle est une commune de la couronne,. Cette aire, qui regroupe 310 communes, est catégorisée dans les aires de 200 000 à moins de 700 000 habitants,.

### Occupation des sols
L'occupation des sols de la commune, telle qu'elle ressort de la base de données européenne d’occupation biophysique des sols Corine Land Cover (CLC), est marquée par l'importance des territoires agricoles (67,6 % en 2018), en diminution par rapport à 1990 (78,4 %). La répartition détaillée en 2018 est la suivante : 
zones agricoles hétérogènes (27,1 %), terres arables (22,8 %), forêts (21,6 %), prairies (17,7 %), zones urbanisées (10,8 %). L'évolution de l’occupation des sols de la commune et de ses infrastructures peut être observée sur les différentes représentations cartographiques du territoire : la carte de Cassini (XVIIIe siècle), la carte d'état-major (1820-1866) et les cartes ou photos aériennes de l'IGN pour la période actuelle (1950 à aujourd'hui).

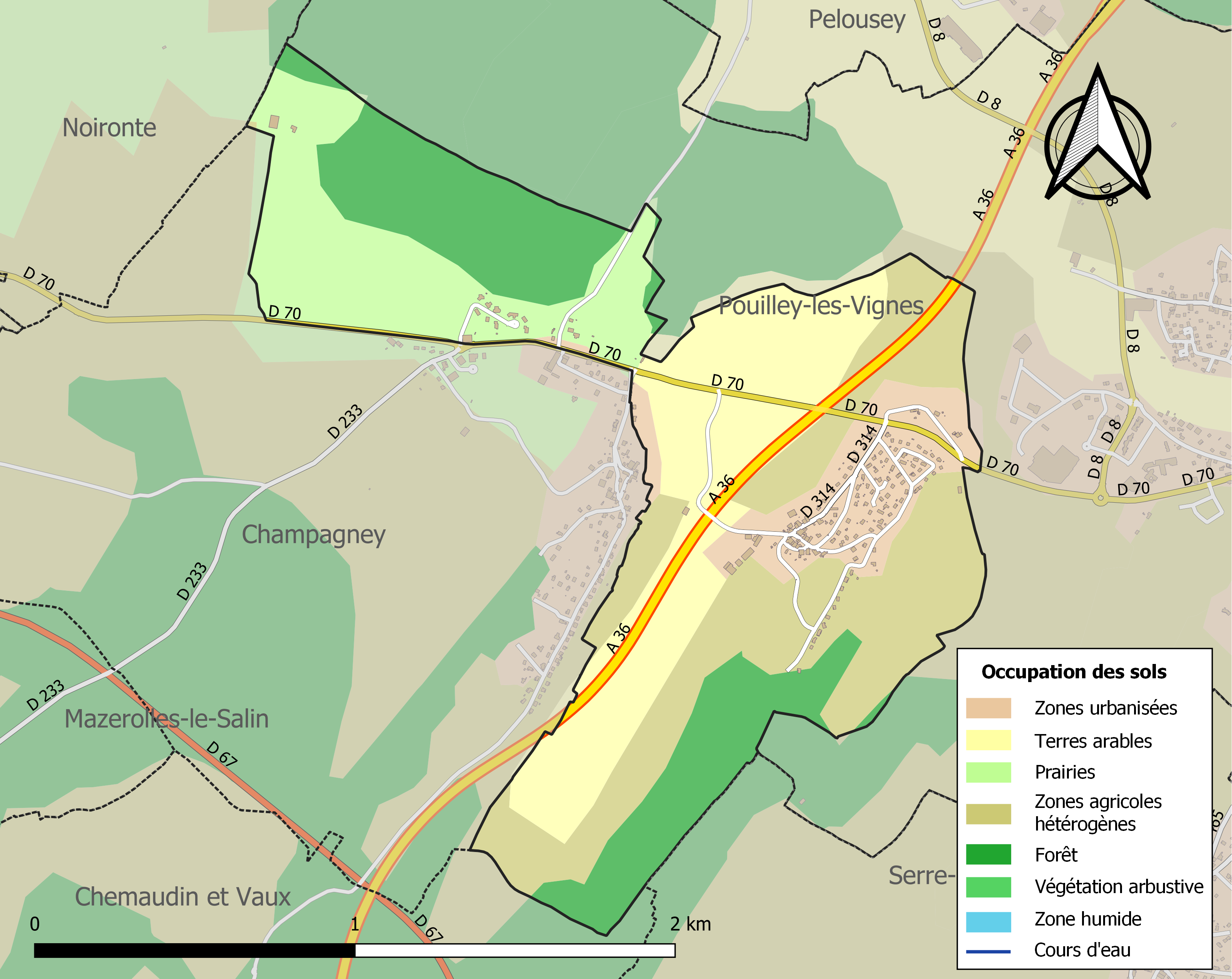
Carte des infrastructures et de l'occupation des sols de la commune en 2018 (CLC).

## Toponymie
Chanvanz au XIIe siècle ; Champvans au XVIIe siècle ; Champvans-lès-Pouilley au XVIIIe siècle ; devenue Champvans-les-Moulins par décret du 19 décembre 1936.

## Transport
La commune est desservie par la ligne  62  du réseau de transport en commun Ginko.

## Politique et administration

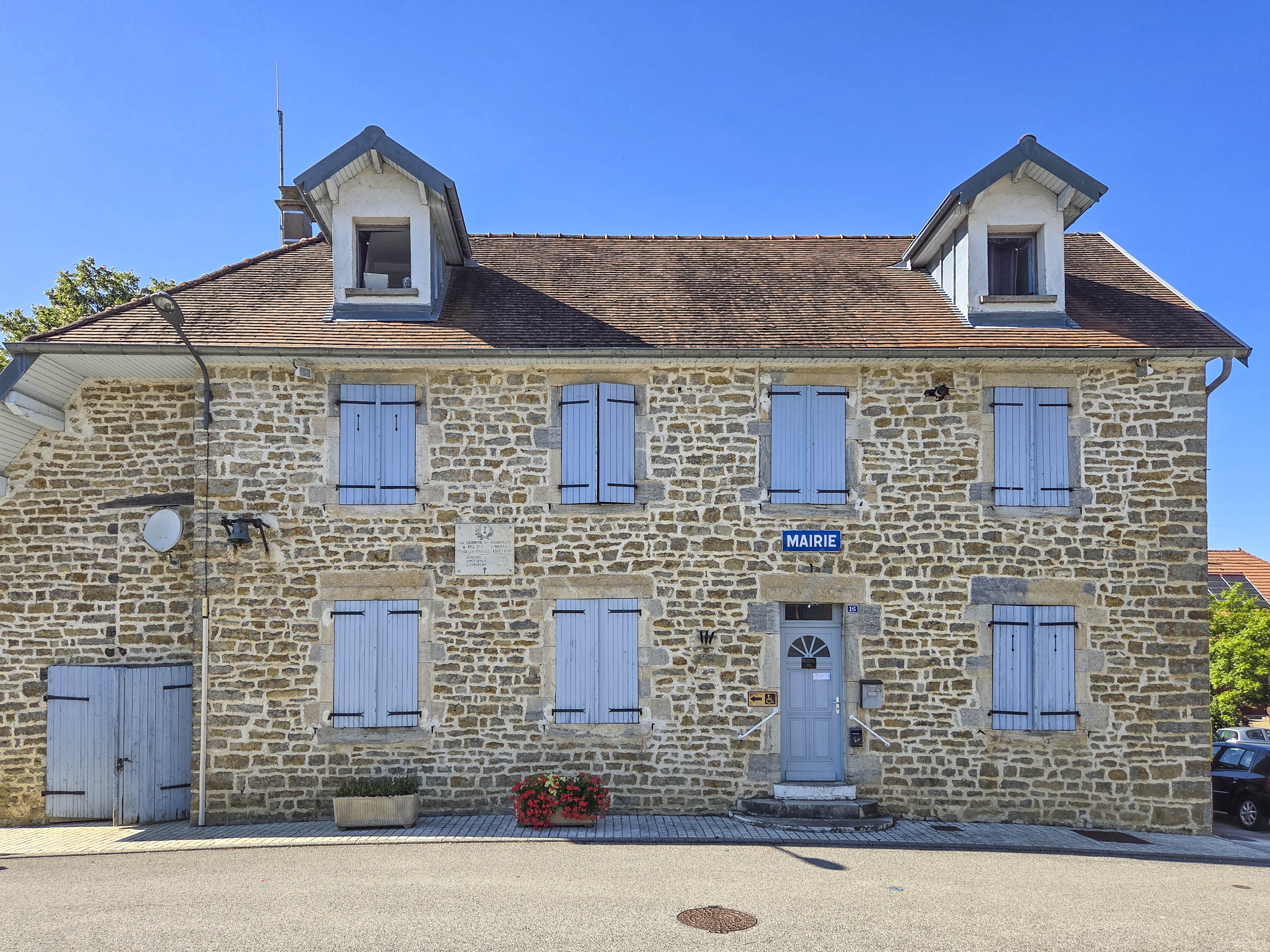
La mairie.

| Période                                  | Période                   | Identité                                       | Étiquette | Qualité  |
| ---------------------------------------- | ------------------------- | ---------------------------------------------- | --------- | -------- |
| Les données manquantes sont à compléter. |                           |                                                |           |          |
| 1995                                     |                           | Gilbert Bouteiller                             |           |          |
| 2001                                     | 2008                      | Jean-Marie Roth                                | SE        | Retraité |
| 2008                                     | En cours (au 25 mai 2020) | Florent Bailly, Réélu pour le mandat 2020-2026 | DVD       | Artisan  |

## Démographie
L'évolution du nombre d'habitants est connue à travers les recensements de la population effectués dans la commune depuis 1793. Pour les communes de moins de 10 000 habitants, une enquête de recensement portant sur toute la population est réalisée tous les cinq ans, les populations de référence des années intermédiaires étant quant à elles estimées par interpolation ou extrapolation. Pour la commune, le premier recensement exhaustif entrant dans le cadre du nouveau dispositif a été réalisé en 2004.

En 2022, la commune comptait 317 habitants, en évolution de −8,91 % par rapport à 2016 (Doubs : +1,88 %, France hors Mayotte : +2,11 %).
| 1793 | 1800 | 1806 | 1821 | 1831 | 1836 | 1841 | 1846 | 1851 |
| ---- | ---- | ---- | ---- | ---- | ---- | ---- | ---- | ---- |
| 133  | 136  | 164  | 107  | 104  | 103  | 109  | 112  | 116  |

| 1856 | 1861 | 1866 | 1872 | 1876 | 1881 | 1886 | 1891 | 1896 |
| ---- | ---- | ---- | ---- | ---- | ---- | ---- | ---- | ---- |
| 89   | 107  | 97   | 84   | 90   | 80   | 82   | 82   | 75   |

| 1901 | 1906 | 1911 | 1921 | 1926 | 1931 | 1936 | 1946 | 1954 |
| ---- | ---- | ---- | ---- | ---- | ---- | ---- | ---- | ---- |
| 60   | 59   | 59   | 53   | 54   | 31   | 41   | 54   | 67   |

| 1962 | 1968 | 1975 | 1982 | 1990 | 1999 | 2004 | 2006 | 2009 |
| ---- | ---- | ---- | ---- | ---- | ---- | ---- | ---- | ---- |
| 49   | 88   | 178  | 212  | 237  | 232  | 319  | 332  | 333  |

| 2014 | 2019 | 2022 | - | - | - | - | - | - |
| ---- | ---- | ---- | - | - | - | - | - | - |
| 356  | 325  | 317  | - | - | - | - | - | - |

## Culture locale et patrimoine

### Lieux et monuments
- Fontaines.

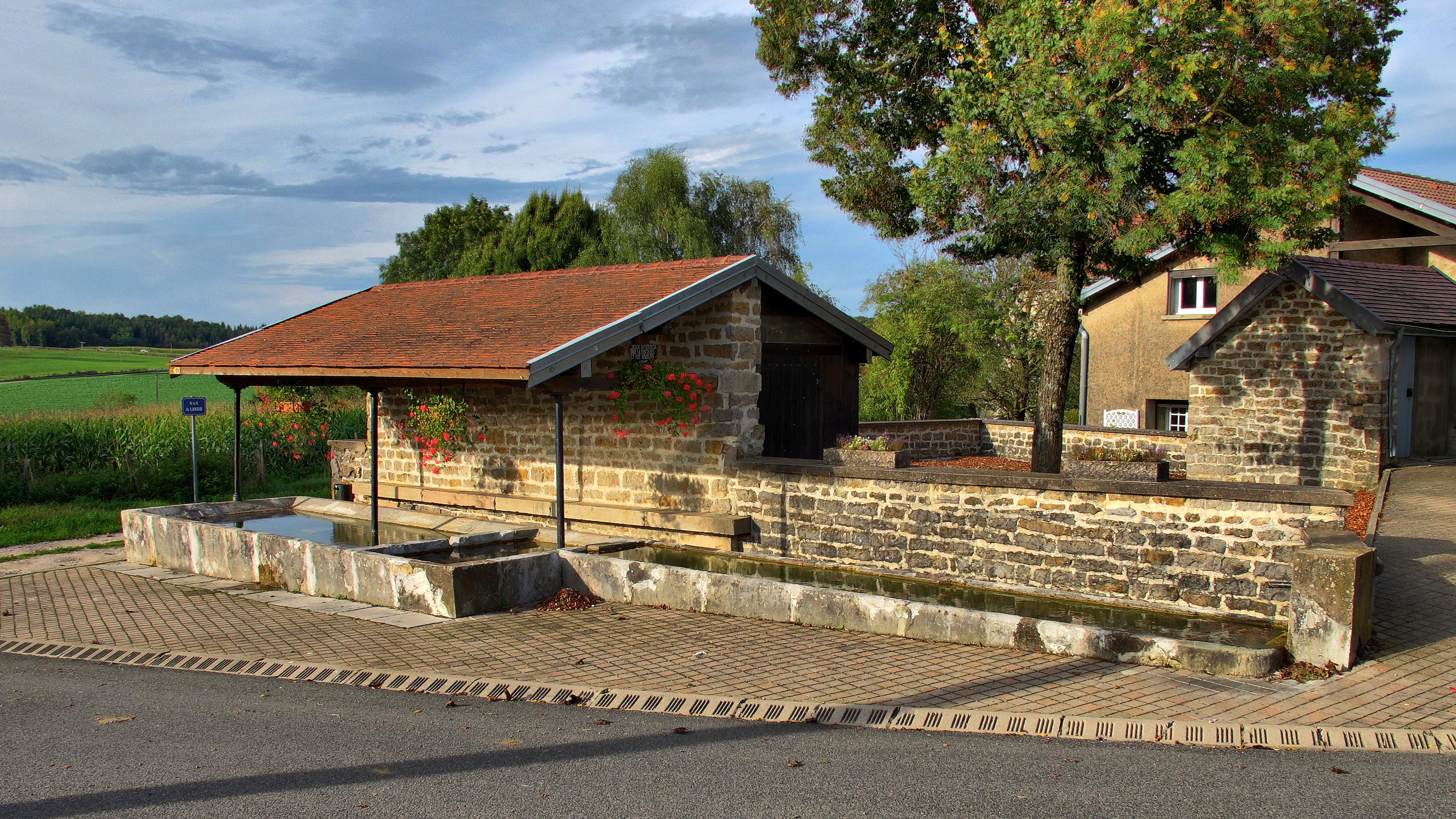
Le lavoir-abreuvoir.
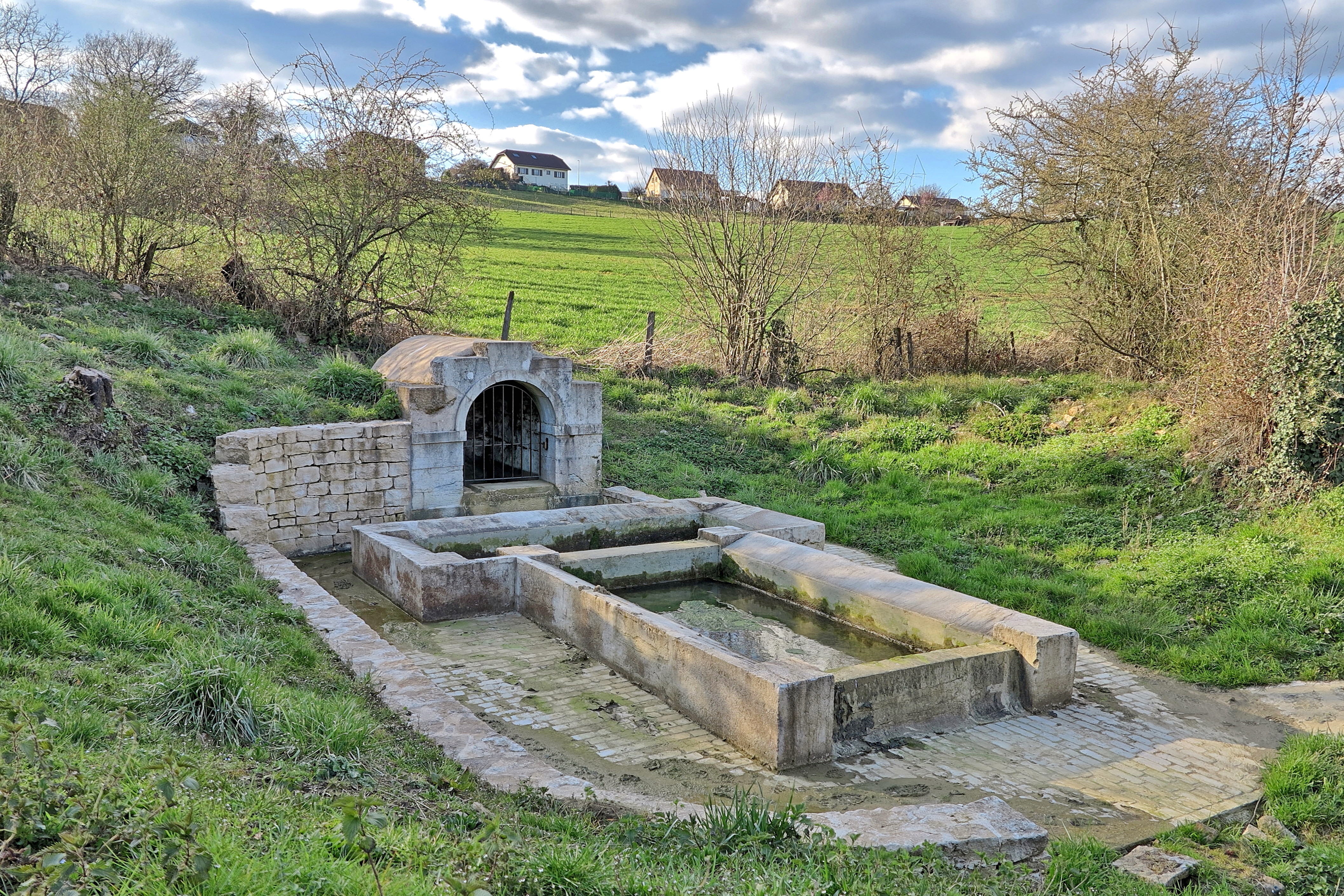
La fontaine de Bourdon.

### Personnalités liées à la commune
- Jean-Chrysogone Guigue de Champvans, Député (1848-1849)